# Росомаха (приток Копкеса)
Росомаха (Россомаха) — река в России, протекает по Енисейскому району Красноярского края. Устье реки находится в 32 км по левому берегу реки Копкес. Длина реки составляет 22 км. Приток — Левый Копкес.

## Данные водного реестра
По данным государственного водного реестра России, относится к Верхнеобскому бассейновому округу, водохозяйственный участок реки — Обь от впадения реки Васюган до впадения реки Вах, речной подбассейн реки — Васюган. Речной бассейн реки — (Верхняя) Обь до впадения Иртыша.